# Коробейниковська сільська рада
Коробе́йниковська сільська рада (рос. Коробейниковский сельский совет) — сільське поселення у складі Усть-Пристанського району Алтайського краю Росії.
Адміністративний центр та єдиний населений пункт — село Коробейниково.

## Населення
Населення — 998 осіб (2019; 1190 в 2010, 1532 у 2002).